# Собор святої Матері Терези (Приштина)
Собор Пресвятої Матері Терези в Приштині (алб. Katedralja e së Lumes Nënë Tereza në Prishtinë, серб. Katedrala Majke Tereze u Prištini / Катедрал Мајке Терезі у Пріштіні) — католицький кафедральний собор у місті Приштина, Косово. У 2007 році уряд Косова схвалив плани будівництва собору. Храм присвячений албанській і індійській католицькій монахині й місіонерці блаженній Матері Терезі.

## Історія
Перший камінь у підставу собору урочисто заклав колишній президент Косова Ібрагім Ругова, який сам за віросповіданням був мусульманином. «Кафедральний собор стане таким об'єктом архітектури, який буде представляти наші цінності, національну ідентичність і наші почуття віри» — так висловився президент. Церемонія відбулася 26 серпня 2010 року, в соту річницю народження Матері Терези, хоча будівельні роботи почалися тільки наступного року. Будівництво кафедрального собору викликало запеклі суперечки в мусульманських колах, багато представників яких дотримувалися думки, що собор має занадто великі розміри, з огляду на порівняно невелику кількість католиків у регіоні.
Після того, як будівельні роботи будуть завершені, Апостольська адміністратура Прізрен переїде з Прізрена до Приштини. Сам собор повинен стати однією з найвищих будівель міста.
Розміри собору: споруда завдовжки 77,4 м (від апсиди до головних дверей); завширшки 42,3 м; заввишки 32,5 м в тимпанній частині центральної нави. Купол заввишки 63 м з квадратною основою 7,2 м. У інтер'єрі собору зберігаються цінні художні твори зі скла, мармуру, бронзи та дерева.
Виставка про загальну історію албанців і Австрії відбулася в кафедральному соборі в січні 2015 року. У ній взяли участь президентка Косова Атіфете Ях'яґа і міністр закордонних справ Австрії Себастьян Курц.

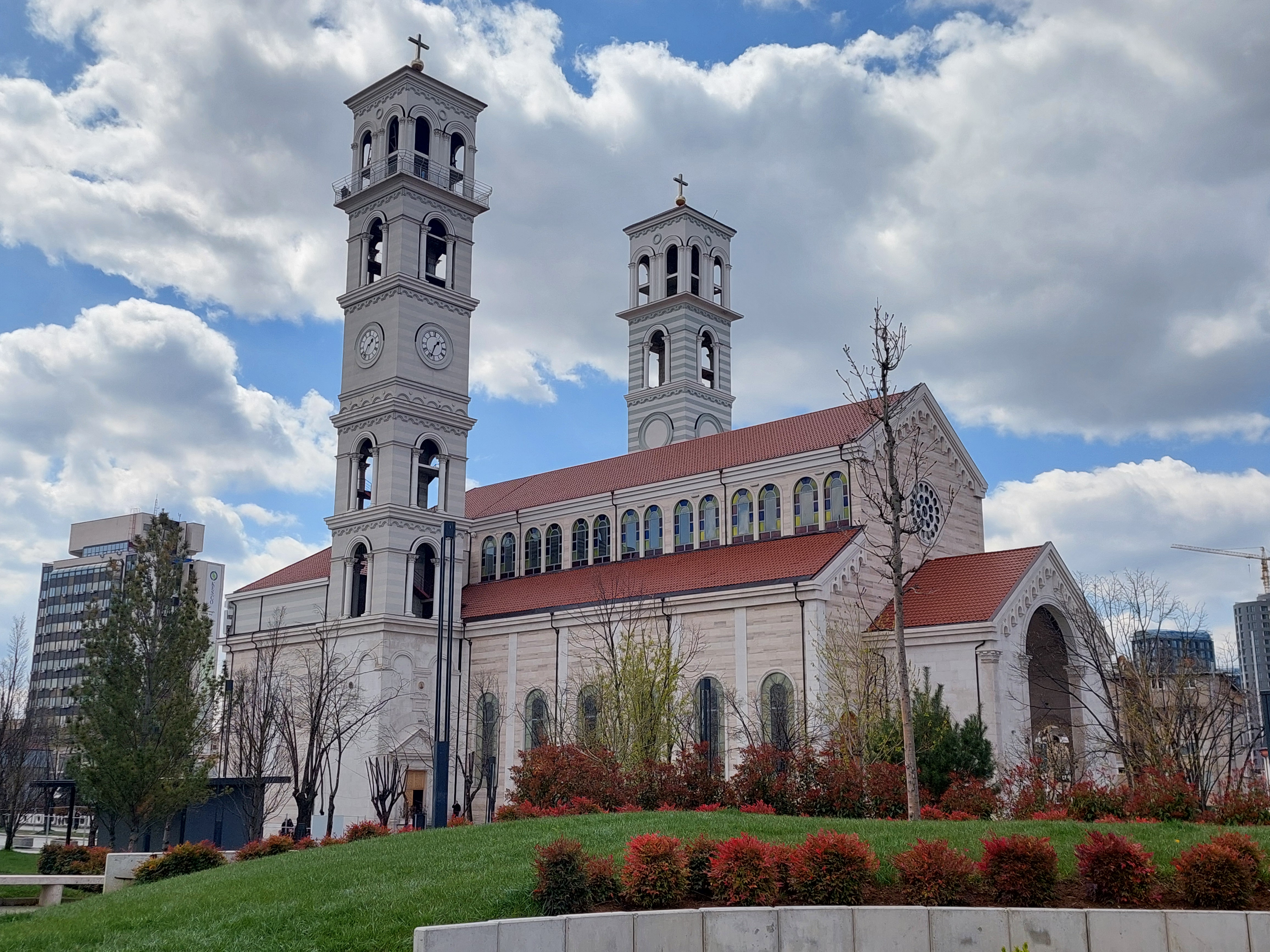
Собор святої Матері Терези (Приштина, Косово, 2025)

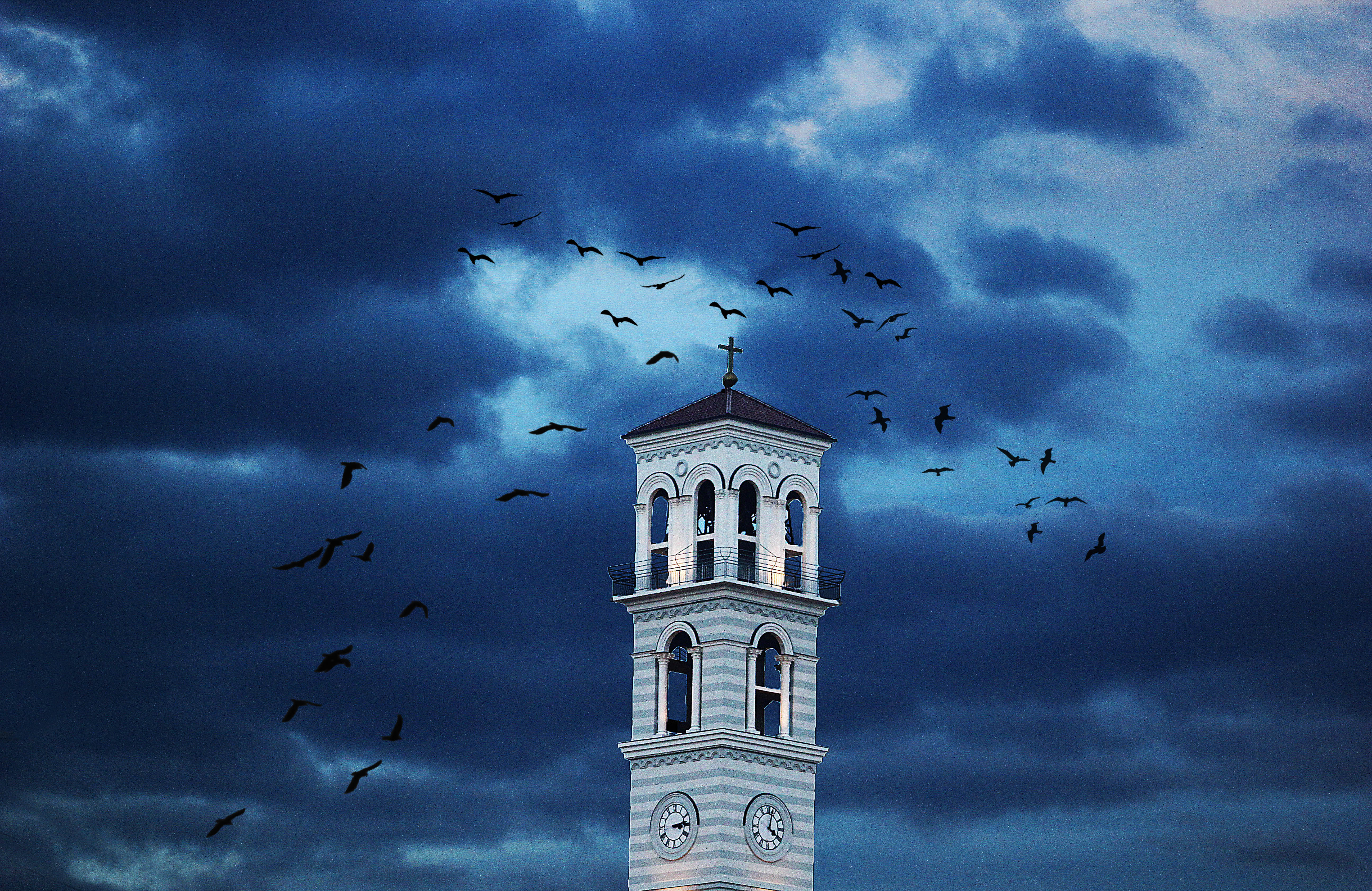
Дзвіниця собору